# 1716.
◄ | 17. stoljeće | 18. stoljeće | 19. stoljeće | ►
◄ | 1680-ih | 1690-ih | 1700-ih | 1710-ih | 1720-ih | 1730-ih | 1740-ih | ►
◄◄ | ◄ | 1713. | 1714. | 1715. | 1716. | 1717. | 1718. | 1719. | ► | ►►
Arhitektura • Astronomija • Biologija • Glazba • Kazalište • Kemija • Kiparstvo • Knjige • Književnost • Kršćanstvo • Medicina • Politika • Pravo • Promet • Slikarstvo • Znanost

## Smrti
- 28. travnja – Ljudevit Montfortski, francuski katolički svetac (* 1673.)
- 2. lipnja. – Ogata Kōrin, japanski slikar (* 1658.)
- 14. studenog – Gottfried Leibniz, njemački filozof i matematičar (* 1646.)

## Vanjske poveznice
|  | Zajednički poslužitelj ima još gradiva o temi 1716. |